# Eric García
Eric García Martret (Barcelona, 9 de janeiro de 2001) é um futebolista espanhol que atua como zagueiro. Atualmente joga no Barcelona.

## Carreira

### Início
Formado nas categorias de base do Barcelona, García deixou La Masia em 2017 e mudou-se para a Inglaterra no mesmo ano, assinando com o Manchester City.

### Manchester City
Foi integrado ao elenco principal dos Citizens para jogar a pré-temporada nos Estados Unidos, e seu primeiro jogo como profissional foi contra o Leicester, pelas quartas-de-final da Copa da Liga Inglesa, em novembro de 2018, formando dupla com o argentino Nicolás Otamendi. A estreia na Premier League, no entanto, só viria no ano seguinte, no dia 21 de setembro de 2019, na vitória por 8 a 0 sobre oWatford, substituindo Otamendi aos 18 minutos do segundo tempo - antes, já tinha disputado a Supercopa da Inglaterra, vencida pelo City.
García ainda jogaria mais 19 vezes na temporada 2019–20 (13 pela Premier League, 2 pela Copa da Inglaterra, 3 pela Copa da Liga e outras 2 partidas pela Liga dos Campeões da UEFA). Em junho de 2020, na vitória por 3 a 0 sobre o Arsenal, o zagueiro teve que deixar o gramado aos 35 minutos da segunda etapa após chocar-se contra o goleiro Ederson, chegando a ficar inconsciente por alguns minutos. Ele recebeu alta no dia seguinte.

### Retorno ao Barcelona
Em agosto, o técnico do Manchester City, Josep Guardiola, revelou que García, interessado em voltar ao Barcelona (desta vez para atuar profissionalmente), recusou uma proposta de renovação de contrato, embora o treinador manifestasse sua vontade de ver o compatriota formando uma nova dupla com o francês Aymeric Laporte. O zagueiro, porém, afirmou que quer permanecer até o final do vínculo com os Citizens.
No dia 1 de junho de 2021 foi anunciada a sua chegada ao Barcelona.

## Carreira internacional
Desde 2019, García atua nas seleções de base da Espanha, e sua estreia no time principal da Fúria foi em setembro de 2020, entrando no lugar de Sergio Ramos no jogo contra a Ucrânia, que terminou com vitória espanhola por 4 a 0.
No dia 29 de junho de 2021, foi um dos 18 convocados pelo técnico Luis de la Fuente para representar a Espanha nos Jogos Olímpicos de Tokyo.

## Títulos
Manchester City
- Supercopa da Inglaterra: 2019
- Copa da Liga Inglesa: 2020–21
- Campeonato Inglês: 2020–21

Barcelona
- Campeonato Espanhol: 2022–23, 2024–25[12]
- Supercopa da Espanha: 2022–23, 2024–25
- Copa del Rey: 2024–25[13]

Espanha Sub-19
- Eurocopa Sub-19: 2019[14]

#### Espanha Sub-23
- Jogos Olímpicos: 2024